# Proyecto Blinkenlights

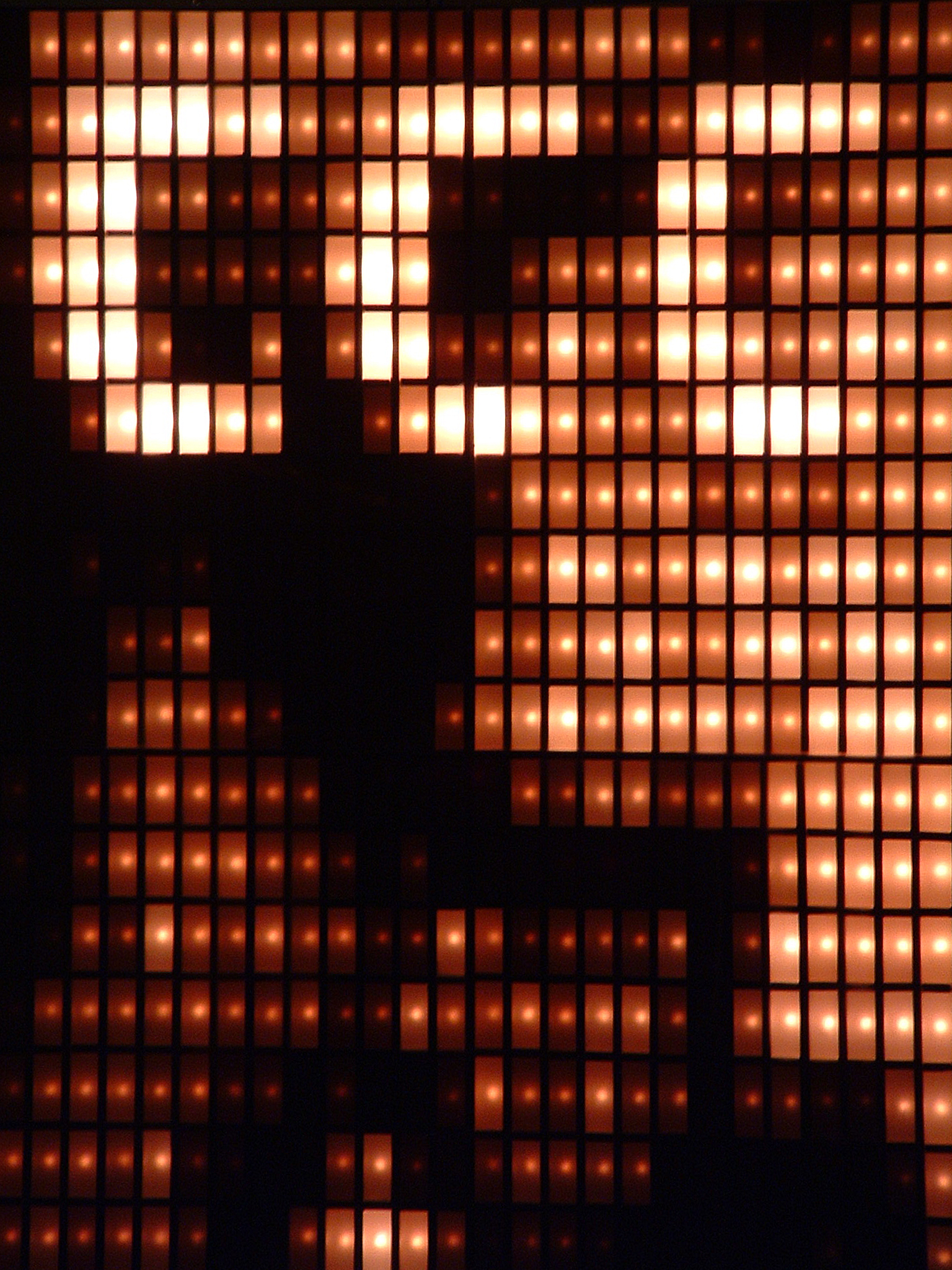
El edificio Haus des Hehrers usaba un sistema de lámparas que simulaban los píxeles de una pantalla.

El Proyecto Blinkenlights fue una instalación lumínica en el edificio Haus des Lehrers (Casa del Maestro), situado en Alexanderplatz, en la ciudad de Berlín.  Este proyecto tenía como finalidad transformar el edificio en la mayor pantalla de ordenador interactiva del mundo, y para conseguirlo se transformó la fachada del edificio en un monitor monocromo gigante de baja resolución. Fue obra de la mayor asociación de hackers de Europa, el Club de Computación Caos (Chaos Computer Club), que comenzó el proyecto en 2001 como homenaje a su fundador, Wau Holland, que falleció a causa de un accidente cerebrovascular. La instalación se puso en funcionamiento por primera vez el 11 de septiembre de ese mismo año como celebración del 20º aniversario del club, y estuvo funcionando hasta el 23 de febrero de 2002, es decir, 23 semanas y 5 días en total. El término Blinkenlights tiene origen en el humor hacker.
Para este proyecto se usaron los ocho pisos superiores del edificio – que contaba con ventanas rectangulares frontales – para crear una pantalla digital, ya que colocando lámparas detrás de las ventanas, se iluminaban y simulaban el efecto de un píxel. En total se colocaron 144 lámparas que se controlaban remotamente haciendo que se apagaran o se encendieran, obteniendo una pantalla monocromática de 18 x 8 pixeles. Así, por la noche se podían observar numerosas animaciones e incluso jugar al juego arcade Pong con un teléfono móvil. Se permitió a todo el mundo desarrollar sus animaciones para el programa.

## Funcionamiento del Pong
La idea de programar el juego de Pong surgió con el objetivo de entretener a la gente que veía el edificio. Para poder jugar se desarrolló un procedimiento bastante fácil: tan solo se tenía que marcar el número de teléfono 0190-987654 (que actualmente está fuera de servicio). El sistema contestaba la llamada y se podía escuchar una voz que informaba de las instrucciones para jugar. Al recibir una llamada, el programa que estuviese funcionando se paraba por defecto y aparecerían las dos palas y la pelota para poder jugar al Pong. Presionando el número 5 se movía la pala hacia arriba y con el 8 hacia abajo. Normalmente una de las palas era controlada por el sistema pero si llamaba una segunda persona ésta tendría el control sobre la otra pala.

## Arcade
Tras el éxito del proyecto en el Haus des Lehrers, en el contexto del festival de arte de la Nuit Blanche en 2002 en París, la CCC transformó la torre T2 de la Biblioteca Nacional de Francia en otra enorme pantalla de ordenador, creando el proyecto Arcade. Triplicaron el tamaño de la pantalla y le añadieron cuatro intensidades lumínicas, creando una GameBoy descomunal, de 3370 metros en la fachada del edificio. En este caso se trataba de una pantalla de 20 x 26 píxeles, es decir 520 píxeles, lo que suponía un avance enorme respecto al anterior proyecto. Una de las novedades en esta pantalla era que, en este caso, se podría regular la intensidad de la luz, logrando unas animaciones bastante más sofisticadas.

## Otros proyectos similares
Un proyecto similar se hizo para dos torres Del City Hall en Toronto, llamado Estereoscopio: las dos instalaciones ofrecían una resolución más alta y ocho tonos de color gris. Los estudiantes y las estudiantes de Ingeniería eléctrica y Ciencias de la computación de la Universidad de Tecnología y Economía de Budapest, transformaron su Schönherz (Corazón bonito) Dormitory en un monitor gigante, "El Matrix", en la competición anual de la Copa Schönherz, donde equipos competían unos contra otros para ver cuál creaba la animación más interesante y divertida. Un monitor similar que ofrece tres colores se crea anualmente por los estudiantes y las estudiantes de la Universidad de Tecnología de Wroclaw.
Una de las instalaciones de CCC es representada en el videoclip de la canción "Rippin Kittin" de Golden Boy y Miss Kittin.